# Festival Internacional de Música Contemporánea Córdoba (Argentina)
El Festival Internacional de Música Contemporánea de Córdoba se origina como prolongación de las actividades desarrolladas por el "Córdoba Ensamble", formación creada en 2001, siendo Juan Carlos Tolosa su director artístico y musical, para promover la práctica de la música contemporánea instrumental, plantear un espacio de experimentación para los compositores, y difundir el repertorio contemporáneo local e internacional. 
Ya en el año 2002 (en plena crisis económica, política y social de la Argentina), se realiza el Ciclo Contemporáneo del Córdoba Ensamble, que incluye, entre otros, las presentaciones del  violinista Garth Knox, del dúo de flauta de Guillermo Lavado y Karina Fischer, y el dúo de piano de Juan Carlos Tolosa y Germán Nager, siendo ésta la antesala de lo que luego llegaría a ser el Festival Internacional.

## Historia

### Microfestival de Música Contemporánea, noviembre de 2003
Es en noviembre del año 2003 que - luego del ciclo del Córdoba Ensemble realizado en septiembre -  se organiza el (Micro) festival de Música Contemporánea-Córdoba 2003, en el que se presentan Garth Knox y el Córdoba Ensamble, estrenándose obras de Tolosa, Bazán, Umberto Giordano, Luján, Mazza, Alderete, Endrek y Journade, Morton Feldman, Xenakis, Grisey.

### Minifestival internacional de Música Contemporánea, noviembre de 2004
Se lleva a cabo – siempre en la  - el (Mini) Festival Internacional de Música Contemporánea, del que participan el cuarteto de cuerdas Quatuor Diotima (Francia) y el Córdoba Ensamble, presentándose obras de Gabriel Valverde, Pablo De Giusto, Santiago Giordano, Alejandro Guarello, Mariano Vélez y Juan Carlos Tolosa, György Ligeti, Emmanuel Nunes, Janacek.

### III Festival internacional de Música Contemporánea, noviembre de 2005
La nueva edición y forma, el de la que participan Garth Knox, Alejandra Tortosa, Agustín Caturelli, Aníbal Borzone, Eduardo Spinelli y el Córdoba Ensamble con obras de Stravinsky, Lachenmann, Berio, Boulez, Vélez, Guarello, Knox, Scelsi.

### IV Festival, noviembre de 2006
Participan el Quatour Diotima, Suono Mobile Argentina, el Córdoba Ensamble, presentándose obras de J. Cage, C. García, J.C. Tolosa, F. Manassero, G. Ligeti, A. Guarello, A. Galiano, T. Hosokawa, I. Stravinsky, J. Dillon, E. Nunes, H. Dutilleux, Alban Berg, Krzysztof Penderecki, G. Paraskevaídis, M. Vélez y G. Crumb. Integrando el Festival, se realiza el Laboratorio Contemporáneo del Córdoba Ensamble, con la participación de músicos invitados: Alejandra Tortosa (soprano), Virginia Rivarola (flauta), Claudio La Rocca (corno), Gaspar Bueno (trombón), Gustavo Nardi (violoncelo) y Basilio Del Boca (electrónica).

### V Festival, noviembre de 2007
Enfatizándose en éste la creación musical contemporánea latinoamericana, participaron de este encuentro el violinista David Núnez (Venezuela), el Laboratorio Contemporáneo del Córdoba Ensemble, y los solistas Alejandra Tortosa, Mariano Ceballos y Fabricio Rovasio. Como parte de este Festival, tuvieron lugar: una masterclass para instrumentistas de cuerdas - a cargo de David Núnez-, un Encuentro y Taller con dos compositores de Black Jackets Company - Pierre Kolp (Bélgica), David Núñezañez -, y una conferencia sobre el compositor  mexicano Julio Estrada – a cargo del compositor Pablo Araya (Argentina)-. 

### VI Festival, noviembre de 2008
En esta oportunidad, el festival amplía sus fronteras: enlaces y cruces con otras disciplinas artísticas, con otras formas de hacer música, con otros Festivales (Festival “La Menage”) y ciclos (“Proposiciones”); la idea de “Link” como modus operandi. 
Este encuentro contó con la participación de: el Ensemble Recherche (Alemania), DJ Fede Flores (Córdoba, electrónica), Oscar Bazán Ensamble (Córdoba), Yamil Burguener (Córdoba, electroacústica), Suono Mobile Argentina, Theo Brandmüller (Alemania, órgano), Eduardo Spinelli (Córdoba, clarinete solo), CDMCC –Centro de Difusión de la Música Contemporánea en Córdoba- , GEMA (Córdoba, electropop).
Dentro de las actividades, se realizaron: Seminarios con la presencia de dos artistas lo-cales de trayectoria internacional - Marcelo Massa (artes escénicas) y Adrián Manavella (arquitectura y artes visuales)-, concierto y master classes a cargo del Ensamble Recherche, y concierto y taller de composición a cargo de Theo Brandmüller.

### VII Festival, noviembre de 2009
Participan el ensamble Suono Mobile Argentina, 59 elektro Mobile, Robyn Schulkowsky (percusión) y Reinhold Friedrich (trompeta) – concierto y taller de composición-, Ensamble del CDMCC, Cuarteto Träumerei, E. Spinelli, M. Devoto – concierto y taller de violoncello contemporáneo-, A. García, Marcelo Toledo (taller de composición) y Marcos Franciosi (taller de composición).

### VIII Festival, 1-9 de noviembre de 2011
Con la participación de los ensambles MN2P, Buenas Salenas y Suono mobile y de Eduardo Spinelli. ; classes magistrales: Pierre Kolp, Marcos Franciosi, André Ristic y Kim Vandenbrempt.

## Red cultural
Los Festivales de Música Contemporánea - Córdoba están apoyados por: Gobierno de la Provincia de Córdoba, Dirección y Producción del Teatro del Libertador San Martín, Fundación Teatro del Libertador San Martín, Goethe Institut, Alliance Francaise, La Colmena Escuela de Músicos, Universidad Nacional de Córdoba, Centro Cultural España-Córdoba, Istituto Italiano di Cultura, Facultad de Ciencias Exactas, Físicas y Naturales, Centro de Difusión de la Música Contemporánea en Córdoba.